# النصف ساعة (مسلسل)
النصف ساعة (بالإنجليزية: The half Hour) برنامج عروض ستاند أب كوميدي أمريكي. يعرض على قناة كوميدي سنترال في الولايات المتحدة منذ 11مايو، 2012.

## موضوع البرنامج
في كل حلقة من البرنامج يقدم مجموعة من المؤدين الكوميديين عروضاً «ستاند اب» تستمر لنصف ساعة، على مسرح رويال في بوسطن، ماساتشوستس.

## الحلقات

### نظرة عامة
| الموسم | الموسم | عدد الحلقات | تاريخ البث الأصلي | تاريخ البث الأصلي |
| الموسم | الموسم | عدد الحلقات | أول عرض           | آخر عرض           |
| ------ | ------ | ----------- | ----------------- | ----------------- |
|        | 1      | 12          | 11 مايو 2012      | 15 يونيو 2012     |
|        | 2      | 17          | 4 مايو 2013       | 5 يناير 2014      |
|        | 3      | 14          | 6 يونيو 2014      | 25 يوليو 2014     |
|        | 4      | 14          | 23 أغسطس 2015     | 28 نوفمبر 2015    |

## وصلات خارجية
- الموقع الرسمي
- النصف ساعة على موقع IMDb (الإنجليزية)
- النصف ساعة على موقع كينوبويسك (الروسية)
- النصف ساعة على موقع قاعدة بيانات الفيلم (الإنجليزية)